# Хакнэ
Ха́кнэ, га́кне (англ. hackney) — английская упряжная порода лошадей, выделенная в 1883 году. Лошади этой породы известны характерным грациозным ходом и используются в прогулочных упряжках и спортивной езде в экипажах. Старое название породы — норфолькский рысак.

## История
В XVIII веке в Англии местные кобылы были скрещены с арабскими жеребцами и родстерами — испанской породой лошадей, отличавшейся хорошей рысью. Полученная промежуточная порода получила название норфольской рысистой лошади (норфольский коб). В 1883 году полученные упряжные лошади были объединены в одну породу, названную хакнэ. В дальнейшем порода хакнэ была завезена в Австралию, США и Нидерланды

## Использование
В Англии и США лошади породы хакнэ используются в одноконных и пароконных прогулочных экипажах. Лошади этой породы часто запрягаются в упряжки для соревнований по спортивной езде в экипажах — популярном видом спорта в Европе.

## Экстерьер

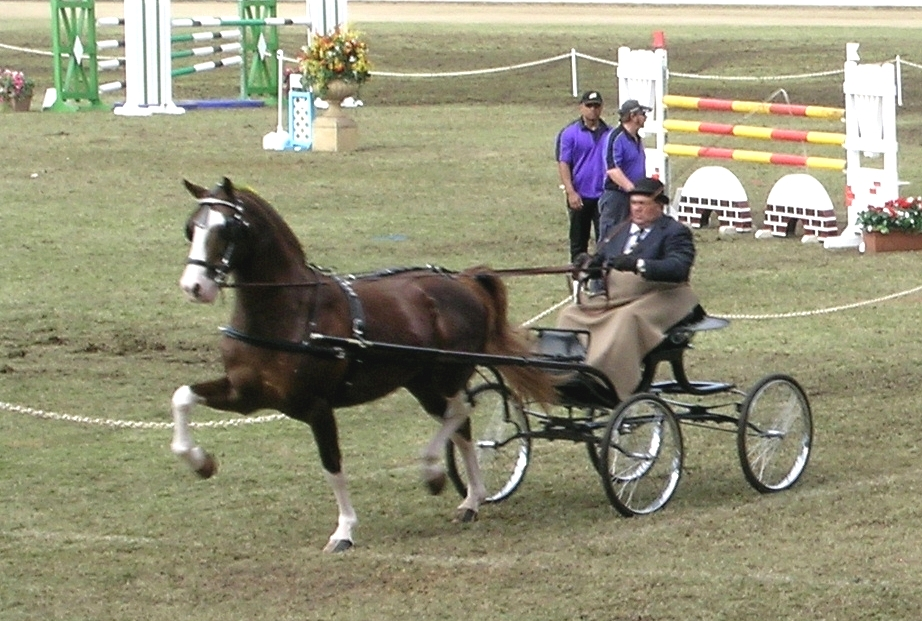
Лошадь хакнэ, участвующая в соревновании

Хакнэ отличаются глубокой широкой грудью, короткой спиной и относительно короткими конечностями. Лошади обладают характерным высоким грациозным ходом рысью с сильным сгибанием запястных и скакательных суставов.
Масть лошадей, в основном, — гнедая всех оттенков и рыжая, реже вороная. Хакнэ часто имеют белые отметины на морде и конечностях, что обусловлено генетическим влиянием лошадей породы сабино.
Взрослые лошади имеют рост от 147 до 168 см. Лошадей ростом от 122 до 140 см в холке относят к классу хакнэ-пони, каретные хакнэ могут иметь высоту 160 см и выше.